# Villimpenta
Villimpenta ist eine norditalienische Gemeinde (comune) mit 2130 Einwohnern (Stand 31. Dezember 2023) in der Provinz Mantua in der Lombardei. Die Gemeinde liegt etwa 17,5 Kilometer ostsüdöstlich von Mantua am Tione und grenzt unmittelbar an die Provinz Verona (Venetien).